# Roeslerstammiidae
Famille
Synonymes
- Amphitheridae[1]

Les Roeslerstammiidae sont une famille de lépidoptères (papillons) de la super-famille des Gracillarioidea.

## Liste des genres
Selon BioLib (16 novembre 2019) :
- genre Amphithera Meyrick, 1893
- genre Chalcoteuches Turner, 1927
- genre Dasycarea
- genre Harpedonistis Meyrick, 1893
- genre Hestiaula Meyrick, 1893
- genre Macarangela Meyrick, 1893
- genre Nematobola Meyrick, 1893
- genre Roeslerstammia Zeller, 1839
- genre Sphenograptis Meyrick, 1913
- genre Thalassonympha
- genre Thereutis Meyrick, 1893
- genre Vanicela Walker, 1864

Auxquels Catalogue of Life (16 novembre 2019) ajoute :
- genre Agriothera
- genre Cuphomorpha
- genre Dinocrana
- genre Enchoptila
- genre Telethera